# Das schwache Herz
Das schwache Herz (russisch Слабое сердце) ist eine Novelle Fjodor Dostojewskis, welche 1849 erstmals veröffentlicht wurde. Sie handelt von den beiden Freunden Arkádij Iwánowitsch Nefédjewitsch und Wássja Schúmkoff; letztgenannter plant eine Hochzeit, wird jedoch durch finanzielle Probleme bedrückt.

## Handlung
Als Wássja am Vortag des Neujahrstages zu seinem Freund und Mitbewohner Arkádij heimkehrt, offenbart er ihm, sich verlobt zu haben. Voll Überschwang besuchen die beiden Freunde die zukünftige Braut und ihre Mutter. Zuvor kommt jedoch bereits der kritische Aspekt der Finanzen zur Sprache. Wássja verlässt sich in dieser Hinsicht voll auf seine Arbeit als Abschreiber; besonders bei Julián Mastákowitsch – einem seiner Auftraggeber – sieht er eine glänzende Zukunft. Bei der geliebten Lisanka eingetroffen, verbringen die beiden Freunde einen netten Abend. Auch Arkádij schließt Lisanka direkt ins Herz. 
Wieder zu Hause angekommen, setzt Wássja sich direkt an den Berg von Arbeit, der noch auf ihn wartet. Auch den kommenden Tag arbeitet er nahezu durch. Er kündigt an, die Einladung Julián Mastákowitschs – seines „Wohltäters“ – nicht wahrnehmen zu wollen. 
Stattdessen soll Arkádij seinen Namen auf die Liste der Gratulanten schreiben; als er jedoch Wássjas Namen eintragen möchte, sieht er, dass dieser selber schon seine Signatur hinterlassen hat. 
Als Arkádij schließlich zurückkehrt, offenbart ihm Wássja das ganze Ausmaß der Tragödie. Statt zu arbeiten, habe er die letzten Tage bei Lisanka verbracht. Nun werde er nicht mehr rechtzeitig mit den Abschriften fertig. Vor lauter Arbeit scheint Wássja den Verstand zu verlieren; er bildet sich ein, er solle zum Militär geschickt werden. Er flieht schließlich aus der Wohnung. Arkádij findet ihn erst auf der Arbeit bei seinem Vorgesetzten Julián Mastákowitsch. Arkádij erklärt diesem die Geschichte; alle Umstehenden sind erschüttert, ob des Schicksals. Wássja wird schließlich von einem Krankenwagen abgeholt. Sein Freund Arkádij hingegen wird in den nächsten Jahren immer scheuer und unglücklicher.